# Яснополянский сельский совет
Яснополянский сельский совет (укр. Яснополянська сільська рада, крымскотат. Yasnopolânskoye köy şurası) — согласно законодательству Украины — административно-территориальная единица в Джанкойском районе Автономной Республики Крым, расположенная в северной части района, в степной зоне полуострова, на побережье Сиваша. Население по переписи 2001 года — 1438 человек, площадь 310 км², из них 211 км² — земля и 40 км² — территория Сиваша.
К 2014 году сельсовет состоял из 3 сёл:
- Яснополянское
- Володино
- Рюмшино

## История
Яснополянский сельсовет образован в 1975 году и на 1 января 1977 года, кроме современных, включал село Кречетово, упразднённое к 1985 году, поскольку в перечнях административно-территориальных изменений после этой даты не упоминается. С 12 февраля 1991 года сельсовет в восстановленной Крымской АССР, 26 февраля 1992 года переименованной в Автономную Республику Крым. С 21 марта 2014 года в составе Крыма аннексирован Россией. Законом «Об установлении границ муниципальных образований и статусе муниципальных образований в Республике Крым» от 4 июня 2014 года территория административной единицы была объявлена муниципальным образованием со статусом сельского поселения.